# Haliclona canaliculata
Haliclona canaliculata är en svampdjursart som beskrevs av Hartman 1958. Haliclona canaliculata ingår i släktet Haliclona och familjen Chalinidae. Inga underarter finns listade i Catalogue of Life.